# Alyssa Diaz
Alyssa Elaine Diaz (Northridge, Califórnia, 7 de Setembro de 1985) é uma atriz americana.
Alyssa é mais conhecida por interpretar o papel de Celia Ortega sobre da novela "The World Turns" de 9 de fevereiro de 2005, até sua última aparição em 10 de agosto de 2005 quando sua personagem deixou a cidade para Montega estar com seus parentes, em 2009 ela interpretou Elena Validus no filme de ação Ben 10: Invasão Alienígena.

## Biografia
Alyssa Diaz possui ascendência mexicana e colombiana. Tem um irmão chamado Michael. É formada de Bispo Alemany High School.
Ela fez aparições na televisão, com o ator convidado em seriados como Southland e CSI: NY. Também estrelou em filmes como Ben 10: Alien Swarm e Como as Garotas Garcia Passaram o Verão.

## Filmografia
| Ano  | Título                                  | Título no Brasil                        | Papel         |
| ---- | --------------------------------------- | --------------------------------------- | ------------- |
| 2011 | Shark Night 3D                          |                                         | Maya          |
| 2010 | Red Dawn                                |                                         | Julie         |
| 2009 | Ben 10: Alien Swarm                     | Ben 10: Invasão Alienigina              | Elena Validus |
| 2008 | Oh Baby!                                |                                         | Maria         |
| 2005 | How the Garcia Girls Spent Their Summer | Como as Garotas Garcia Passaram o Verão | Rose          |

## Séries de TV
| Ano  | Título                   | Papel            | Notas                      |
| ---- | ------------------------ | ---------------- | -------------------------- |
| 2018 | The Rookie               | Angela Lopez     |                            |
| 2016 | Bones                    | Kerry Napoli     | Episódio 15, 11° Temporada |
| 2016 | Lethal Weapon            | Hannan           | Episódio 09, 1° temporada  |
| 2013 | Ray donovan              | Teresa           | 20 episódios               |
| 2012 | The Vampire Diaries      | Kimberley        | 4 episódios                |
| 2011 | Nine Lives of Chloe King | Jasmine          |                            |
| 2010 | Lie To Me                | Ava Torres       |                            |
| 2009 | Southland                | Mercedes Moretta |                            |
| 2009 | CSI: NY                  | Tracy James      |                            |
| 2008 | Greek                    | Chrissy Snow     |                            |
| 2006 | The Unit                 | Dolores          | 1 episódio                 |
| 2005 | The World Turns          | Celia Ortega     | 56 episódios               |
| 2002 | American Family          | Alicia           | 1 episódio                 |
| 2001 | "The Brothers Garcia" .  | Mary Lee         | 1 episódio                 |